# Selkirkshire
Selkirkshire o Condado de Selkirk es un condado tradicional (registration county, en inglés) de Escocia. Limita con Peebles al oeste, con Midlothian al norte, con Berwick al noreste, con Roxburgh al este, y con Dumfries al sur.
Hasta 1975 fue un condado, con un concejal de condado formado por el Ley de gobierno local de Escocia (1889). En la reforma de 1973, el condado fue disuelto, mientras que su área pasó a formar parte del distrito de Ettrick and Lauderdale en la franja fronteriza escocesa. El pueblo del condado fue el burgo real de Selkirk. El condado, además, contenía a otro burgo, Galashiels.
- Datos: Q1247396
- Multimedia: Selkirkshire / Q1247396